# Ameca splendens
Ameca splendens е вид лъчеперка от семейство Goodeidae, единствен представител на род Ameca. Видът е вече изчезнал от дивата природа.

## Разпространение
По-рано, видът е бил разпространен по целия дренаж на река Амека в Мексико, но днес е класифициран като критично застрашен от IUCN. Установено е, че отделни популации продължават да съществуват във водния парк в близост до град Амека.